# Walter Nakonz
Walter Nakonz (* 1. Dezember 1887 in Kosel; † 27. Juni 1969) war ein deutscher Bauingenieur und Industriemanager.
Walter Nakonz studierte zunächst an der Technischen Hochschule München und anschließend an der Technischen Hochschule (Berlin-)Charlottenburg, wo er auch 1914 mit der Dissertation Die Berechnung mehrstieliger Rahmen unter Anwendung statisch unbestimmter Hauptsysteme zum Dr.-Ing. promoviert wurde.
Nakonz war Vorstandsvorsitzender (Generaldirektor) der AG für Beton- und Monierbau in Berlin und später Aufsichtsratsmitglied. Im Ruhestand lebte er in Garmisch-Partenkirchen.
Er trug den Titel Regierungs- und Baurat a. D., wurde mit der Ehrendoktorwürde als Dr.-Ing. E. h. ausgezeichnet und erhielt 1949 die Emil-Mörsch-Denkmünze. Bei seinem Tod trug er außerdem das Große Bundesverdienstkreuz, war Ehrensenator der Technischen Hochschule Braunschweig und Mitglied der Vereinigung von Freunden der Technischen Hochschule zu Darmstadt e. V. (Ernst-Ludwigs-Hochschulgesellschaft).

## Schriften
- Die Berechnung mehrstieliger Rahmen unter Anwendung statisch unbestimmter Hauptsysteme. (Dissertation) Ernst & Sohn, Berlin 1914.
- Neuere Brücken über den Ihle-Plauer-Kanal, ausgeführt von der Actien-Gesellschaft für Beton- und Monierbau Berlin. (Sonderdruck aus Die Bautechnik) Ernst & Sohn, Berlin 1924.
- Einige neuere Ausführungen größerer Eisenbetonbrücken. In: Die Bautechnik, 6. Jahrgang 1928, S. 30–32.
- Technik und Organisation des deutschen Bauschaffens seit dem Reichsautobahnbau. In: Die Straße, 8. Jahrgang 1941, Heft 17/18.
- Zehn Jahre Stahlbeton. In: Die Bautechnik, 21. Jahrgang 1943, S. 61 ff.
- als Schriftleiter: Leitsätze für die Bauüberwachung im Beton- und Stahlbetonbau. (hrsg. vom Deutschen Beton-Verein) 8. Auflage, Jänecke, Hannover 1948. (und spätere Auflagen)